# Ronde van Trentino 2016
De 40e editie van de wielerwedstrijd Ronde van Trentino vond plaats in 2016 van 19 tot en met 22 april. De start was in Riva del Garda, de finish in Cles. De ronde maakte deel uit van de UCI Europe Tour 2016, in de categorie 2.HC. In 2015 won de Australiër Richie Porte. Dit jaar won de Spanjaard Mikel Landa.
| WorldTour        | (Pro)Continentaal                           | Nationaal |
| ---------------- | ------------------------------------------- | --------- |
| Team Sky         | Androni-Sidermac                            | Italië    |
| AG2R La Mondiale | Bardiani CSF                                | Brazilië  |
| Astana Pro Team  | Gazprom-RusVelo                             |           |
|                  | Nippo-Vini Fantini                          |           |
|                  | Southeast                                   |           |
|                  | Bora-Argon 18                               |           |
|                  | Caja Rural-Seguros RGA                      |           |
|                  | Drapac Professional Cycling                 |           |
|                  | Skydive Dubai Pro Cycling Team-Al Ahli Club |           |
|                  | Tirol Cycling Team                          |           |
|                  | D'Amico-Bottecchia                          |           |
|                  | Norda-MG.Kvis Vega                          |           |
|                  | Amore & Vita-Selle SMP                      |           |

## Etappe-overzicht
| etappe    | datum    | start          | finish        | type           | afstand  | winnaar         | klassementsleider |
| --------- | -------- | -------------- | ------------- | -------------- | -------- | --------------- | ----------------- |
| 1e etappe | 19 april | Riva del Garda | Nago-Torbole  | Ploegentijdrit | 12,1 km  | Astana Pro Team | Valerio Agnoli    |
| 2e etappe | 20 april | Arco           | Anras         | Heuvelrit      | 220,0 km | Mikel Landa     | Mikel Landa       |
| 3e etappe | 21 april | Sillian        | Mezzolombardo | Bergrit        | 204,6 km | Tanel Kangert   | Mikel Landa       |
| 4e etappe | 22 april | Malè           | Cles          | Heuvelrit      | 160,9 km | Tanel Kangert   | Mikel Landa       |

## Etappe-uitslagen

### 1e etappe
| Riva del Garda - Nago-Torbole (12,1 km (TTT)) |                    |        |
| Plaats                                        | Ploeg              | Tijd   |
|                                               | Astana Pro Team    | 13'30" |
| 2                                             | Team Sky           | + 14"  |
| 3                                             | AG2R La Mondiale   | z.t.   |
| 4                                             | Bora-Argon 18      | + 16"  |
| 5                                             | Gazprom-RusVelo    | + 21"  |
| 6                                             | Bardiani CSF       | + 34"  |
| 7                                             | Nippo-Vini Fantini | z.t.   |
| 8                                             | Southeast          | + 35"  |
| 9                                             | Androni-Sidermac   | + 36"  |
| 10                                            | Italië             | + 44"  |

| Algemeen klassement |                      |                 |        |
| Plaats              | Naam                 | Ploeg           | Tijd   |
| Paarse trui         | Valerio Agnoli       | Astana Pro Team | 13'30" |
| 2                   | Vincenzo Nibali      | Astana Pro Team | z.t.   |
| 3                   | Jakob Fuglsang       | Astana Pro Team | z.t.   |
| 4                   | Eros Capecchi        | Astana Pro Team | z.t.   |
| 5                   | Tanel Kangert        | Astana Pro Team | z.t.   |
| 6                   | Michele Scarponi     | Astana Pro Team | z.t.   |
| 7                   | Bachtijar Kozjatajev | Astana Pro Team | z.t.   |
| 8                   | Gianni Moscon        | Team Sky        | + 14"  |
| 9                   | Mikel Landa          | Team Sky        | z.t.   |
| 10                  | Philip Deignan       | Team Sky        | z.t.   |

### 2e etappe
| Arco - Anras (220,0 km) |                    |                             |          |
| Plaats                  | Naam               | Ploeg                       | Tijd     |
| Winnaar                 | Mikel Landa        | Team Sky                    | 5u18'12" |
| 2                       | Sergej Firsanov    | Gazprom-RusVelo             | + 4"     |
| 3                       | Damiano Cunego     | Nippo-Vini Fantini          | + 13"    |
| 4                       | Giulio Ciccone     | Bardiani CSF                | + 14"    |
| 5                       | Jakob Fuglsang     | Astana Pro Team             | z.t.     |
| 6                       | Simone Andreetta   | Bardiani CSF                | z.t.     |
| 7                       | Romain Bardet      | AG2R La Mondiale            | z.t.     |
| 8                       | Domenico Pozzovivo | AG2R La Mondiale            | z.t.     |
| 9                       | Patrick Konrad     | Bora-Argon 18               | z.t.     |
| 10                      | Emanuel Buchmann   | Bora-Argon 18               | z.t.     |
|                         |                    |                             |          |
| 132                     | Peter Koning       | Drapac Professional Cycling | + 6'29"  |

| Algemeen klassement |                    |                             |          |
| Plaats              | Naam               | Ploeg                       | Tijd     |
| Paarse trui         | Mikel Landa        | Team Sky                    | 5u31'46" |
| 2                   | Jakob Fuglsang     | Astana Pro Team             | + 10"    |
| 3                   | Sergej Firsanov    | Gazprom-RusVelo             | + 15"    |
| 4                   | Michele Scarponi   | Astana Pro Team             | + 22"    |
| 5                   | Romain Bardet      | AG2R La Mondiale            | + 24"    |
| 6                   | Domenico Pozzovivo | AG2R La Mondiale            | z.t.     |
| 7                   | Patrick Konrad     | Bora-Argon 18               | + 26"    |
| 8                   | Emanuel Buchmann   | Bora-Argon 18               | z.t.     |
| 9                   | Tanel Kangert      | Astana Pro Team             | + 28"    |
| 10                  | Vincenzo Nibali    | Astana Pro Team             | z.t.     |
|                     |                    |                             |          |
| 129                 | Peter Koning       | Drapac Professional Cycling | + 7'19"  |

### 3e etappe
| Sillian - Mezzolombardo (204,6 km) |                        |                             |          |
| Plaats                             | Naam                   | Ploeg                       | Tijd     |
| Winnaar                            | Tanel Kangert          | Astana Pro Team             | 5u05'27" |
| 2                                  | Patrick Konrad         | Bora-Argon 18               | + 10"    |
| 3                                  | Romain Bardet          | AG2R La Mondiale            | z.t.     |
| 4                                  | Jakob Fuglsang         | Astana Pro Team             | z.t.     |
| 5                                  | Sergej Firsanov        | Gazprom-RusVelo             | z.t.     |
| 6                                  | Mikel Landa            | Team Sky                    | z.t.     |
| 7                                  | Emanuel Buchmann       | Bora-Argon 18               | z.t.     |
| 8                                  | Jean-Christophe Péraud | AG2R La Mondiale            | z.t.     |
| 9                                  | Egan Bernal            | Androni Giocattoli-Sidermec | z.t.     |
| 10                                 | Domenico Pozzovivo     | AG2R La Mondiale            | z.t.     |
|                                    |                        |                             |          |
| 123                                | Peter Koning           | Drapac Professional Cycling | + 21'31" |

| Algemeen klassement |                        |                             |           |
| Plaats              | Naam                   | Ploeg                       | Tijd      |
| Paarse trui         | Mikel Landa            | Team Sky                    | 10u37'23" |
| 2                   | Tanel Kangert          | Astana Pro Team             | + 8"      |
| 3                   | Jakob Fuglsang         | Astana Pro Team             | + 10"     |
| 4                   | Sergej Firsanov        | Gazprom-RusVelo             | + 15"     |
| 5                   | Romain Bardet          | AG2R La Mondiale            | + 20"     |
| 6                   | Patrick Konrad         | Bora-Argon 18               | z.t.      |
| 7                   | Domenico Pozzovivo     | AG2R La Mondiale            | + 24"     |
| 8                   | Emanuel Buchmann       | Bora-Argon 18               | + 26"     |
| 9                   | Jean-Christophe Péraud | AG2R La Mondiale            | + 38"     |
| 10                  | Hubert Dupont          | AG2R La Mondiale            | + 52"     |
|                     |                        |                             |           |
| 121                 | Peter Koning           | Drapac Professional Cycling | + 28'30"  |

### 4e etappe
| Malé - Cles (160,9 km) |                    |                             |          |
| Plaats                 | Naam               | Ploeg                       | Tijd     |
| Winnaar                | Tanel Kangert      | Astana Pro Team             | 4u07'29" |
| 2                      | Matteo Busato      | Southeast                   | z.t.     |
| 3                      | Mikel Landa        | Team Sky                    | z.t.     |
| 4                      | Patrick Konrad     | Bora-Argon 18               | z.t.     |
| 5                      | Jakob Fuglsang     | Astana Pro Team             | z.t.     |
| 6                      | Sergej Firsanov    | Gazprom-RusVelo             | z.t.     |
| 7                      | Domenico Pozzovivo | AG2R La Mondiale            | z.t.     |
| 8                      | Romain Bardet      | AG2R La Mondiale            | z.t.     |
| 9                      | Sergio Pardilla    | Caja Rural-Seguros RGA      | z.t.     |
| 10                     | Hubert Dupont      | AG2R La Mondiale            | z.t.     |
|                        |                    |                             |          |
| 73                     | Peter Koning       | Drapac Professional Cycling | + 17'34" |

| Algemeen klassement |                        |                             |           |
| Plaats              | Naam                   | Ploeg                       | Tijd      |
| Paarse trui         | Mikel Landa            | Team Sky                    | 14u44'48" |
| 2                   | Tanel Kangert          | Astana Pro Team             | + 2"      |
| 3                   | Jakob Fuglsang         | Astana Pro Team             | + 14"     |
| 4                   | Sergej Firsanov        | Gazprom-RusVelo             | + 19"     |
| 5                   | Patrick Konrad         | Bora-Argon 18               | + 20"     |
| 6                   | Romain Bardet          | AG2R La Mondiale            | z.t.      |
| 7                   | Domenico Pozzovivo     | AG2R La Mondiale            | + 28"     |
| 8                   | Emanuel Buchmann       | Bora-Argon 18               | + 30"     |
| 9                   | Jean-Christophe Péraud | AG2R La Mondiale            | + 42"     |
| 10                  | Hubert Dupont          | AG2R La Mondiale            | + 56"     |
|                     |                        |                             |           |
| 84                  | Peter Koning           | Drapac Professional Cycling | + 46'08"  |

## Klassementenverloop
| Etappe       | Winnaar         | Algemeen klassement · | Puntenklassement · | Bergklassement · | Jongerenklassement · | Ploegenklassement · |
| ------------ | --------------- | --------------------- | ------------------ | ---------------- | -------------------- | ------------------- |
| 1            | Astana Pro Team | Valerio Agnoli        | niet uitgereikt    | niet uitgereikt  | Gianni Moscon        | Astana Pro Team     |
| 2            | Mikel Landa     | Mikel Landa           | Nicola Gaffurini   | Mikel Landa      | Giulio Ciccone       | AG2R La Mondiale    |
| 3            | Tanel Kangert   | Mikel Landa           | Antonio Molina     | Mikel Landa      | Egan Bernal          | AG2R La Mondiale    |
| 4            | Tanel Kangert   | Mikel Landa           | Antonio Molina     | Mikel Landa      | Egan Bernal          | AG2R La Mondiale    |
| 0Eindstanden | 0Eindstanden    | Mikel Landa           | Antonio Molina     | Mikel Landa      | Egan Bernal          | AG2R La Mondiale    |

1962 · 1963 · 1964-78 ·1979 · 1980 · 1981 · 1982 · 1983 · 1984 · 1985 · 1986 · 1987 · 1988 · 1989 · 1990 · 1991 · 1992 · 1993 · 1994 · 1995 · 1996 · 1997 · 1998 · 1999 · 2000 · 2001 · 2002 · 2003 · 2004 · 2005 · 2006 · 2007 · 2008 · 2009 · 2010 · 2011 · 2012 · 2013 · 2014 · 2015 · 2016 · 2017 · 2018 · 2019 · 2020 · 2021 · 2022 · 2023 · 2024
Etappewedstrijden

 Ster van Bessèges · 
 Ronde van Valencia · 
 La Méditerranéenne · 
 Ronde van de Algarve · 
 Ruta del Sol · 
 Ronde van de Haut-Var · 
 Ronde van de Provence · 
 Driedaagse van West-Vlaanderen · 
 Internationale Wielerweek · 
 Internationaal Wegcriterium · 
 Driedaagse van De Panne-Koksijde · 
 Ronde van de Sarthe · 
 Ronde van Castilië en León · 
 Ronde van Trentino · 
 Ronde van Kroatië · 
 Ronde van Turkije · 
 Ronde van Yorkshire · 
 Ronde van Asturië · 
 Ronde van Azerbeidzjan · 
 Vierdaagse van Duinkerke · 
 Ronde van Madrid · 
 Ronde van Picardië · 
 Ronde van Cova da Beira · 
 Ronde van Noorwegen · 
 World Ports Classic · 
 Ronde van België · 
 Ronde van Estland · 
 Ronde van Luxemburg · 
 Boucles de la Mayenne · 
 Ster ZLM Toer · 
 Ronde van Slovenië · 
 Ronde van Oostenrijk · 
 Sibiu Cycling Tour · 
 Ronde van Rhône Alpes-Valromey · 
 Ronde van Wallonië · 
 Ronde van Denemarken · 
 Ronde van Portugal · 
 Ronde van Burgos · 
 Ronde van Gévaudan Languedoc-Roussillon · 
 Ronde van de Ain · 
 Ronde van Tsjechië · 
 Arctic Race of Norway · 
 Ronde van de Limousin · 
 Ronde van Poitou-Charentes · 
 Tour des Fjords · 
 Ronde van Groot-Brittannië · 
 Ronde van Toscane · 
 Eurométropole Tour
Eendaagse wedstrijden

 Trofeo Felanitx-Ses Salines-Campos-Porreres · 
 Trofeo Pollença-Port de Andratx · 
 Trofeo Serra de Tramuntana · 
 Trofeo Playa de Palma-Palma · 
 GP La Marseillaise · 
 Grote Prijs van de Etruskische Kust · 
 Ronde van Murcia · 
 Clásica de Almería · 
 Trofeo Laigueglia · 
 Omloop Het Nieuwsblad · 
 Classic Sud Ardèche · 
 GP Lugano · 
 Kuurne-Brussel-Kuurne · 
 La Drôme Classic · 
 Le Samyn · 
 Strade Bianche · 
 GP Industria & Artigianato · 
 Ronde van Drenthe · 
 Nokere Koerse · 
 GP Nobili Rubinetterie · 
 Handzame Classic · 
 Classic Loire-Atlantique · 
 Grote Prijs van Cholet-Pays de Loire · 
 Dwars door Vlaanderen · 
 Route Adélie de Vitré · 
 Grote Prijs Miguel Indurain · 
 Volta Limburg Classic · 
 Ronde van La Rioja · 
 Parijs-Camembert · 
 Scheldeprijs · 
 Klasika Primavera · 
 Brabantse Pijl · 
 GP Denain · 
 Ronde van de Finistère · 
 Ronde van de Apennijnen · 
 Tro-Bro Léon · 
 La Roue Tourangelle · 
 Rund um den Finanzplatz Eschborn-Frankfurt · 
 Velothon Wales · 
 Grote Prijs van de Somme · 
 Grote Prijs van Plumelec · 
 Boucles de l'Aulne  · 
 Velothon Berlin · 
 GP Kanton Aargau · 
 Ronde van Keulen · 
 Ronde van Limburg · 
 Velothon Copenhagen · 
 Halle-Ingooigem · 
 GP Cerami · 
 Velothon Stuttgart · 
 Prueba Villafranca de Ordizia · 
 Rad am Ring · 
 Circuito de Getxo · 
 RideLondon Classic · 
 Polynormande · 
 Dwars door het Hageland · 
 Arnhem-Veenendaal Classic · 
 GP Jef Scherens · 
 GP Stad Zottegem · 
 Druivenkoers Overijse · 
 Schaal Sels · 
 Brussels Cycling Classic · 
 GP Fourmies · 
 Velothon Stockholm · 
 Ronde van de Doubs · 
 GP van Wallonië · 
 Coppa Bernocchi · 
 Coppa Agostoni · 
 Kampioenschap van Vlaanderen · 
 Grote Prijs Impanis-Van Petegem · 
 Memorial Marco Pantani · 
 GP van Isbergues · 
 GP Industria & Commercio di Prato · 
 Coppa Sabatini · 
 Ronde van Emilia · 
 Duo Normand · 
 GP Beghelli · 
 Ronde van de Drie Valleien · 
 Milaan-Turijn · 
 Ronde van Piemonte · 
 Ronde van de Vendée · 
 Ronde van het Münsterland · 
 Binche-Chimay-Binche · 
 Parijs-Bourges · 
 Parijs-Tours · 
 Nationale Sluitingsprijs